# Botanikae Közlemények
Botanikai Közlemények (abreviado Bot. Közlem.) es una revista con ilustraciones y descripciones botánicas que es editada en Budapest desde el año 1909. Fue precedida por Növényt. Közlem.